# Biểu thị tự do
Trong đại số, một biểu thị tự do của một mô-đun M trên một vành giao hoán R là một dãy khớp các R-mô-đun:
{\displaystyle \bigoplus _{i\in I}R{\overset {f}{\to }}\bigoplus _{j\in J}R{\overset {g}{\to }}M\to 0.}
Lưu ý rằng ảnh qua g của một cơ sở chính tắc của {\displaystyle \oplus _{j\in J}R} sinh {\displaystyle M}. Nếu {\displaystyle J} là hữu hạn thì {\displaystyle M} là một mô-đun hữu hạn sinh. Nếu {\displaystyle I} và {\displaystyle J} cùng là các tập hữu hạn thì biểu thị được gọi là một biểu thị hữu hạn.
Một biểu thị tự do luôn tồn tại: bất kỳ mô-đun nào đều là thương của một mô-đun tự do: {\displaystyle F{\overset {g}{\to }}M\to 0}; hạch của g lại là thương của một mô-đun tự do: {\displaystyle F'{\overset {f}{\to }}\ker g\to 0}. Nối hai dãy khớp này ta thu được một biểu thị tự do của {\displaystyle M}. Nếu ta tiếp tục quá trình trên, ta sẽ thu được một phân giải tự do của {\displaystyle M}. Một biểu thị tự do, do đó, là một đoạn đầu ngắn của chuỗi phân giải tự do.